# Bazincourt-sur-Epte
Bazincourt-sur-Epte è un comune francese di 674 abitanti situato nel dipartimento dell'Eure nella regione della Normandia.

## Società

### Evoluzione demografica
Abitanti censiti